# Принц Египта
«Принц Египта» (англ. The Prince of Egypt) — американский полнометражный анимационный фильм 1998 года студии «DreamWorks» и первый традиционный мультфильм, созданный этой студией. Сюжет рассказывает о еврейском вожде и пророке Моисее начиная с его рождения, повествует о его юношеском периоде жизни в качестве принца Египта и заканчивается миссией его жизни — освобождением еврейского народа из египетского рабства.
Обладатель премии «Оскар» в номинации «Песня к фильму» за песню «When You Believe» в исполнении Уитни Хьюстон и Мэрайи Кэри.

## Сюжет
Евреи находятся в рабстве. Под ударами палок и хлыстов они трудятся, возводя храмы и устанавливая статуи. Египетские солдаты по приказу фараона Сети I отнимают у евреев младенцев мужского пола с целью их последующего истребления. Молодая еврейская женщина Иохаведа, дабы уберечь своего трёхмесячного сына, кладёт его в корзину и пускает по реке. Корзину вылавливает царица Туя, жена фараона. Она принимает решение оставить ребёнка себе и даёт ему имя Моисей.
Прошло полтора десятка лет или чуть больше. Рамзес и Моисей, царские сыновья, проводят время в развлечениях. На одном из празднований фараон объявляет старшего принца Рамзеса своим наследником. Моисей пускается в погоню за сбежавшей девушкой-мадианитянкой, Сепфорой, которую отдали Рамзесу в дар жрецы, и оказывается в трущобах рабов. Там он встречает Мириам и Аарона. Девушка узнаёт его и заявляет, что он, Моисей, — тоже еврей. Более того, он их с Аароном брат и должен освободить еврейский народ от египетского рабства. Моисей не верит ей и в смятении возвращается во дворец. Там он направляется в огромный зал, где на стенах высечена история Египта, и находит подтверждение словам Мириам. Много лет назад его приёмный отец действительно отдал приказ найти и убить всех еврейских младенцев мужского пола.
Вскоре Моисей заступается за престарелого еврейского раба и убивает надсмотрщика. Несмотря на обещания Рамзеса всё уладить, Моисей не может смириться со своей участью и покидает Египет. После долгих странствий по пустыне он попадает в поселение мадианитян, где спасает сестёр Сепфоры от разбойников. Его тепло встречает их отец Иофор, верховный жрец и лидер мадианитян. Моисей остаётся жить в поселении, становится пастухом и постепенно завоёвывает уважение и любовь Сепфоры. Вскоре Моисей берёт Сепфору в жены. 
Однажды одна из овец Моисея сбежала, пока тот пас стадо близ горы Синай. В её поисках Моисей проникает в пещеру, где видит пылающий куст – неопалимую купину. Из пламени с ним говорит Господь, который велит ему возвращаться в Египет и потребовать, чтобы фараон освободил еврейский народ.
Моисей вместе с Сепфорой отправляется в Египет, где видит фараоном своего брата Рамзеса. Моисей передаёт ему повеление Бога и превращает свой посох в змею. Жрецы Хотеп и Хой тоже «превращают» палки в змей. Рамзес, видя это, отвечает отказом, и Моисей уходит. На улице евреи, в том числе и Аарон, презирают его, поскольку фараон в отместку удвоил норму производимых рабами материалов. Мириам заступается за брата и вдохновляет на новую попытку. Моисей идёт к Нилу и видит фараона, плывущего на судне. Моисей повторяет повеление Бога, Рамзес вновь отказывает. Тогда Моисей погружает посох в реку, и вода в ней становится кровью. Фараон, увидев, как Хотеп и Хой тоже превратили воду в кровь, принимает чудо Моисея за очередной трюк и поворачивается к нему спиной.
Затем Бог обрушивает на Египет нашествие жаб, саранчи, мор и огонь с небес. Но только после того, как Бог насылает самое страшное наказание — смерть каждого первенца (в том числе сына фараона), Рамзес отпускает евреев вместе с Моисеем. 
Начинается исход счастливых евреев, уже не рабов, из Египта к Земле Обетованной. Они подходят к Красному морю, когда их настигает египетская армия во главе с самим фараоном. Моисей поднимает жезл, и морские воды расходятся в стороны. Евреи переходят по дну на противоположный берег. Египтян задерживает огненный столб, спустившийся с небес. После того, как столб исчезает, армия бросается вдогонку. Но едва евреи достигают берега, море смыкается и топит египетские колесницы. Рамзеса выбрасывает на прибрежные скалы с обратной стороны. Он дважды кричит: «Моисей!», и тот, кого он зовёт, тихо говорит, глядя на волны: «Прощай, брат».
Моисей спускается с Синая, держа в руках скрижали с заповедями. Народ радостно приветствует его.

## Роли озвучивали
- Вэл Килмер/Амик Бирам (вокал) — Моисей
- Вэл Килмер — Бог
- Рэйф Файнс — Рамсес
- Патрик Стюарт — Фараон Сети I
- Мишель Пфайффер — Сепфора
- Хелен Миррен/Линда Ди Шейн (вокал) — Царица
- Джефф Голдблюм — Аарон
- Сандра Буллок/Салли Дворски (вокал) — Мириам (Мариам)
- Дэнни Гловер/Брайан Стоукс Митчелл (вокал) — Итро (Иофор)
- Стив Мартин — Хотеп
- Мартин Шорт — Хой
- Бобби Мотаун — Сын Рамзеса
- Офра Хаза — Иохаведа

## Производство
Идея традиционного мультфильма родилась в 1994 году на встрече Стивена Спилберга, Джеффри Катценберга и Дэвида Геффена, предопределившей создание DreamWorks SKG. Катценберг рассказал, что давно хотел сделать мультфильм, отличающийся от традиционных диснеевских сказок, — историю в духе фильмов про Индиану Джонса или «Терминатора-2». В числе критериев такого фильма, по его мнению, должны быть: мощные аллегории, которые могут быть спроецированы на современность, чрезвычайная ситуация как мотив для эмоционального повествования, нечто удивительное о человеческом духе, торжество добра над злом, музыка как убедительный повествующий элемент. В ответ Спилберг предложил снять анимационный ремейк фильма «Десять заповедей». Дэвид Геффен подхватил эту идею.
В течение четырёх лет над мультфильмом работало 450 аниматоров. Арт-директоры Кэти Алтьери и Ричард Чавес и художник-постановщик Дарек Гоголь возглавили команду из девяти художников, работавших над созданием общего визуального стиля фильма. Этот процесс включал двухнедельную поездку по Египту, а также изучение художественных работ Гюстава Доре и Клода Моне и стиля режиссёра Дэвида Лина в фильме «Лоуренс Аравийский».
Дизайном персонажей занимались художники Картер Гудрич, Карлос Грэйнджел и Николас Марлет. В то время, как персонажи-египтяне имеют несколько симметричный, угловатый внешний вид, персонажам-евреям был придан более естественный облик. Аниматоры старались как можно достовернее изобразить как цвета кожи, так и черты лиц.
Над визуальными эффектами работали художники Генри ЛаБунта и Даг Айкелер. Им были поручены три сцены: неопалимая купина, казни египетские и расступающееся Красное море. Огонь неопалимой купины был сделан как своего рода замедленное пламя, а свет, который он распространял, напоминал свет, отражающийся от воды. Реалистичный вид крови, язв, огненного града, саранчи и ангела смерти создали с помощью системы частиц 3D. При этом в сцене нашествия саранчи Айкелеру пришлось создать 70000000 кишащих насекомых. Но самой сложной была 7-минутная сцена с Красным морем. К работе над ней была подключена команда из 10 цифровых художников и 16 традиционных аниматоров.
Чтобы фильм был исторически и богословски точен, были проведены консультации с учёными-библеистами, христианскими, иудейскими и мусульманскими богословами. После предварительного просмотра мультфильма они отметили, что создатели прислушались к их советам, и похвалили студию.

## Саундтрек
Джеффри Катценберг считал, что музыка и песни в анимационных фильмах должны двигать сюжет, не прерывая его. Чтобы достичь этого результата, он обратился к композитору Хансу Циммеру и поэту Стивену Шварцу. До написания саундтрека к «Принцу Египта» Ханс Циммер создал музыку более чем к 60 фильмам, в том числе к мультфильму «Король Лев». Стивен Шварц был известен песнями к мультфильму «Покахонтас».
По словам Стивена Шварца, вдохновение для песни When You Believe было получено во время поездки в Египет и посещения Синая. Влияние также оказала песня «When You Wish Upon A Star» из мультфильма «Пиноккио». Другая песня, All I Ever Wanted, была вдохновлена посещением древнеегипетского храма лунной ночью. Для Циммера самым трудным оказалось придумать музыкальное сопровождение сцены Неопалимой Купины.

### Список композиций
1. «Deliver Us» - Офра Хаза, Иден Ригель и хор
2. «All I Ever Wanted» - Амик Бирам
3. «River Lullaby» - Эми Грант
4. «All I Ever Wanted (Queen’s Reprise)» - Линда ди Шейн
5. «Through Heaven’s Eyes» - Брайан Стоукс Митчелл
6. «Playing with the Big Boys» - Стив Мартин и Мартин Шорт
7. «The Plagues» - Амик Бирам, Рэйф Файнз и хор
8. «When You Believe» - Мишель Пфайффер и Салли Дворски

## Релиз
Премьера «Принца Египта» состоялась 18 декабря 1998 года. Несмотря на конкуренцию в лице мультфильма «Приключения Флика», «Принцу» удалось в первые выходные занять второе место в прокате со сборами 14,5 млн долларов. В следующие выходные сборы увеличились до 15,1 млн долларов. В течение двух недель мультфильм собрал более 40 млн долларов.

## Отзывы и рецензии
В целом критики тепло отнеслись к мультфильму «Принц Египта». Рецензенты отмечают, что это один из самых красивых мультипликационных фильмов, в котором компьютерная графика успешно дополняет традиционные приёмы мультипликации. Другие критики считают мультфильм удачным сплавом «библейского эпоса, бродвейского мюзикла и приятного урока в воскресной школе». Также большим достижением мультфильма называют то, что он делает библейскую историю более понятной широкому кругу зрителей.
Роджер Эберт из Chicago Sun-Times похвалил фильм в своем обзоре, сказав: «Это один из самых красивых анимационных фильмов, когда-либо созданных. В нём используется компьютерная анимация как помощь традиционным методам, а не как замена им, и мы чувствуем прикосновение людей-художников в видении за египетскими памятниками, одиноких пустынных пейзажей, острых ощущений гонки на колесницах, личностей персонажей. Этот фильм показывает, как анимация взрослеет и охватывает более сложные темы, вместо того, чтобы замыкать себя в категории детских развлечений».

## Цензура
Фильм был запрещён к показу в трёх мусульманских странах — Мальдивах, Египте и Малайзии, так как изображает одного из почитаемых в исламе пророков (Мусу).

## Приквел
В 2000 году DreamWorks SKG выпустила сразу на видео приквел мультфильма — «Царь сновидений», основанный на истории Иосифа Прекрасного.